# John III Comyn
John III Comyn, Lord of Badenoch eller John "the Red", också känd som röde Comyn, mördad den 10 februari 1306 av kung Robert I av Skottland i Dumfries.
Hans far var John II Comyn, lord av Badenoch, känd som svarte Comyn, en av dem som tävlade om den skotska kungakronan, ättling som han var till kung Donald III av Skottland. Hans mamma var Eleanor Balliol, äldsta dotter till John I de Balliol. Röde Comyn förenade på så sätt två kungliga linjer, både den keltiska och den normandiska. Han hade dessutom koppling till det engelska kungahuset genom att han under 1290-talet gifte sig med Joan de Valence, dotter till William de Valence, 1:e earl av Pembroke, en farbror till kung Edvard I.